# Onobrychis humilis
Onobrychis humilis är en ärtväxtart som först beskrevs av Pehr Löfling, och fick sitt nu gällande namn av Ginez Alejandro Lopez Gonzalez. Onobrychis humilis ingår i släktet esparsetter, och familjen ärtväxter.

## Underarter
Arten delas in i följande underarter:
- O. h. humilis
- O. h. jahandiezii
- O. h. matritensis

## Bildgalleri

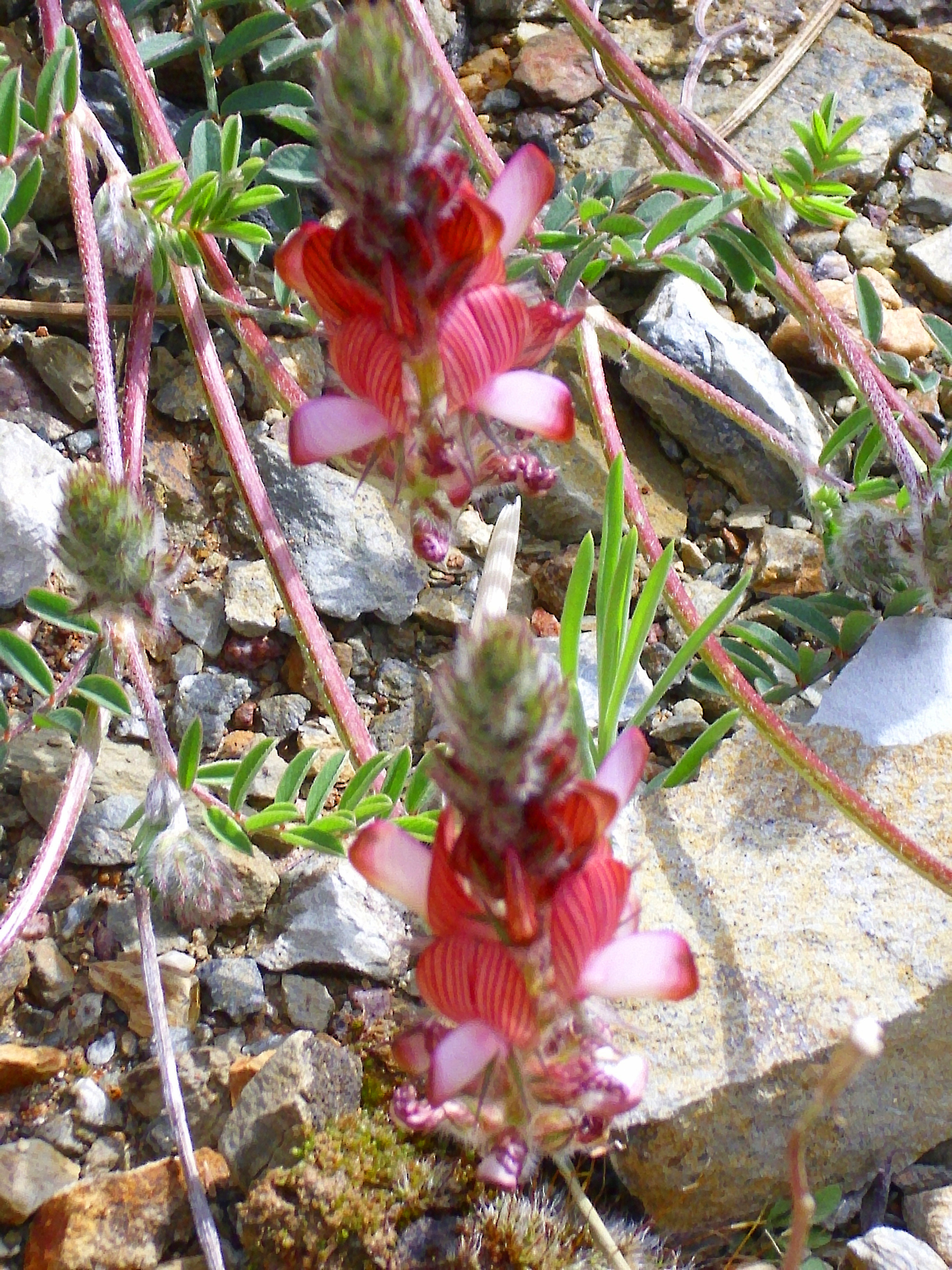